# From Noon Till Three
From Noon Till Three (br.: A dama e o proscrito) é um filme estadunidense de 1976 do gênero western, escrito e dirigido por Frank D. Gilroy para a United Artists. Ao contrário das produções que trouxeram fama à Charles Bronson na época, este não é um de seus filmes de ação. O roteiro destaca muitas cenas de comédia e romance e trata do tema da enorme influência sobre o imaginário popular causada pela literatura sobre o Velho Oeste.

## Elenco principal
- Charles Bronson...Graham
- Jill Ireland...Amanda
- Douglas Fowley...Buck Bowers (como Douglas V. Fowley)
- Stan Haze...Ape
- Damon Douglas...Boy
- Hector Morales...Mexicano

## Sinopse
A gangue de ladrões de bancos de Graham Dorsey se dirige a uma cidade do Oeste para mais um assalto, quando Dorsey tem um pressentimento de que morrerão durante a ação criminosa. Ele não conta aos outros mas logo depois seu cavalo se machuca e tem que ser sacrificado. Buscando outra montaria, a gangue chega a uma antiga fazenda, onde vive a viúva sulista Amanda. Ela conta que não possui cavalos, uma mentira logo descoberta por Dorsey. Mas ele também não revela a seus companheiros, que acabam por deixá-lo na fazenda e vão para o assalto sem ele. Dorsey não queria mesmo ir e aproveita o tempo para seduzir Amanda, que também ficara atraída por ele. Horas depois, vão à fazenda contar a Amanda que os bandidos foram presos e serão enforcados. Dorsey não se importa, mas Amanda o "convence" a pegar o cavalo e tentar salvar seus companheiros. Dorsey finge concordar, mas só quer fugir. Mais tarde é preso utilizando-se de uma identidade falsa (todos pensam que ele morreu). Quando Dorsey sai da prisão, depois de um ano, ele percebe que se tornou uma lenda viva, graças à publicação de seu romance com Amanda, um livro de enorme sucesso. Ele tenta reatar o romance com Amanda (que também o tinha dado como morto), mas logo descobre que a lenda em torno deles se tornara maior do que suas vidas.